# Mistrovství světa ve fotbale žen do 20 let 2012
Mistrovství světa ve fotbale žen do 20 let 2012 bylo šestým ročníkem tohoto turnaje. Závěrečný turnaj se konal v období od 19. srpna do 8. září 2012 v Japonsku. Závěrečného turnaje se zúčastnilo 16 týmů. Vítězem se po třetí v historii staly hráčky USA.

## Kvalifikované týmy
| Konfederace                                   | Kvalifikační turnaj                                     | Kvalifikováni                   |
| --------------------------------------------- | ------------------------------------------------------- | ------------------------------- |
| AFC (Asie)                                    | Mistrovství Asie ve fotbale žen do 19 let 2011          | Severní Korea Čína Jižní Korea  |
| CAF (Afrika)                                  | Mistrovství Afriky ve fotbale žen do 20 let 2012        | Ghana Nigérie                   |
| CONCACAF (Severní, Střední Amerika a Karibik) | Mistrovství ve fotbale zemí CONCACAF do 20 let žen 2012 | USA Kanada Mexiko               |
| CONMEBOL (Jižní Amerika)                      | Mistrovství Jižní Ameriky ve fotbale žen do 20 let 2012 | Brazílie Argentina              |
| OFC (Oceánie)                                 | Mistrovství Oceánie ve fotbale žen do 20 let 2012       | Nový Zéland                     |
| UEFA (Evropa)                                 | Mistrovství Evropy žen do 19 let 2011                   | Německo Norsko Švýcarsko Itálie |
| Hostitel                                      | Hostitel                                                | Japonsko                        |

## Stadiony
31. března 2012 oznámila FIFA pět stadionů, na kterých se bude šampionát konat.
| Rifu             | Saitama              | Tokio              | Kóbe                              | Hirošima           |
| ---------------- | -------------------- | ------------------ | --------------------------------- | ------------------ |
| Miyagi Stadium   | Urawa Komaba Stadium | Olympijský stadion | Kobe Universiade Memorial Stadium | Hiroshima Big Arch |
| Kapacita: 49 133 | Kapacita: 21 500     | Kapacita: 48 000   | Kapacita: 45 000                  | Kapacita: 50 000   |
|                  |                      |                    |                                   |                    |

## Základní skupiny

### Skupina A
| Tým         | Záp | V | R | P | GV | GO | GR | Body |
| ----------- | --- | - | - | - | -- | -- | -- | ---- |
| Japonsko    | 3   | 2 | 1 | 0 | 10 | 3  | +7 | 7    |
| Mexiko      | 3   | 2 | 0 | 1 | 7  | 4  | +3 | 6    |
| Nový Zéland | 3   | 1 | 1 | 1 | 4  | 7  | −3 | 4    |
| Švýcarsko   | 3   | 0 | 0 | 3 | 1  | 8  | −7 | 0    |

| 19. srpna 2012 16:20 |     |           |                      |
| Nový Zéland          | 2:1 | Švýcarsko | Miyagi Stadium, Rifu |
|                      |     |           | Miyagi Stadium, Rifu |

| 19. srpna 2012 19:20 |     |        |                      |
| Japonsko             | 4:1 | Mexiko | Miyagi Stadium, Rifu |
|                      |     |        | Miyagi Stadium, Rifu |

| 22. srpna 2012 16:20 |     |           |                      |
| Mexiko               | 2:0 | Švýcarsko | Miyagi Stadium, Rifu |
|                      |     |           | Miyagi Stadium, Rifu |

| 22. srpna 2012 19:20 |     |             |                      |
| Japonsko             | 2:2 | Nový Zéland | Miyagi Stadium, Rifu |
|                      |     |             | Miyagi Stadium, Rifu |

| 26. srpna 2012 19:20 |     |             |                                         |
| Mexiko               | 4:0 | Nový Zéland | Kobe Universiade Memorial Stadium, Kóbe |
|                      |     |             | Kobe Universiade Memorial Stadium, Kóbe |

| 26. srpna 2012 19:20 |     |          |                           |
| Švýcarsko            | 0:4 | Japonsko | Olympijský stadion, Tokio |
|                      |     |          | Olympijský stadion, Tokio |

### Skupina B
| Tým         | Záp | V | R | P | GV | GO | GR | Body |
| ----------- | --- | - | - | - | -- | -- | -- | ---- |
| Nigérie     | 3   | 2 | 1 | 0 | 7  | 1  | +6 | 7    |
| Jižní Korea | 3   | 2 | 0 | 1 | 4  | 2  | +2 | 6    |
| Brazílie    | 3   | 0 | 2 | 1 | 2  | 4  | –2 | 2    |
| Itálie      | 3   | 0 | 1 | 2 | 1  | 7  | –6 | 1    |

| 19. srpna 2012 15:00 |     |        |                               |
| Brazílie             | 1:1 | Itálie | Urawa Komaba Stadium, Saitama |
|                      |     |        | Urawa Komaba Stadium, Saitama |

| 19. srpna 2012 18:00 |     |             |                               |
| Nigérie              | 2:0 | Jižní Korea | Urawa Komaba Stadium, Saitama |
|                      |     |             | Urawa Komaba Stadium, Saitama |

| 22. srpna 2012 15:00 |     |         |                               |
| Brazílie             | 1:1 | Nigérie | Urawa Komaba Stadium, Saitama |
|                      |     |         | Urawa Komaba Stadium, Saitama |

| 22. srpna 2012 18:00 |     |             |                               |
| Itálie               | 0:2 | Jižní Korea | Urawa Komaba Stadium, Saitama |
|                      |     |             | Urawa Komaba Stadium, Saitama |

| 26. srpna 2012 16:20 |     |         |                                         |
| Itálie               | 0:4 | Nigérie | Kobe Universiade Memorial Stadium, Kóbe |
|                      |     |         | Kobe Universiade Memorial Stadium, Kóbe |

| 26. srpna 2012 16:20 |     |          |                           |
| Jižní Korea          | 2:0 | Brazílie | Olympijský stadion, Tokio |
|                      |     |          | Olympijský stadion, Tokio |

### Skupina C
| Tým           | Záp | V | R | P | GV | GO | GR  | Body |
| ------------- | --- | - | - | - | -- | -- | --- | ---- |
| Severní Korea | 3   | 3 | 0 | 0 | 15 | 3  | +12 | 9    |
| Norsko        | 3   | 2 | 0 | 1 | 8  | 6  | +2  | 6    |
| Kanada        | 3   | 1 | 0 | 2 | 8  | 4  | +4  | 3    |
| Argentina     | 3   | 0 | 0 | 3 | 1  | 19 | −18 | 0    |

| 20. srpna 2012 16:00 |     |        |                                         |
| Severní Korea        | 4:2 | Norsko | Kobe Universiade Memorial Stadium, Kóbe |
|                      |     |        | Kobe Universiade Memorial Stadium, Kóbe |

| 20. srpna 2012 19:00 |     |        |                                         |
| Argentina            | 0:6 | Kanada | Kobe Universiade Memorial Stadium, Kóbe |
|                      |     |        | Kobe Universiade Memorial Stadium, Kóbe |

| 23. srpna 2012 16:00 |     |           |                                         |
| Severní Korea        | 9:0 | Argentina | Kobe Universiade Memorial Stadium, Kóbe |
|                      |     |           | Kobe Universiade Memorial Stadium, Kóbe |

| 23. srpna 2012 19:00 |     |        |                                         |
| Norsko               | 2:1 | Kanada | Kobe Universiade Memorial Stadium, Kóbe |
|                      |     |        | Kobe Universiade Memorial Stadium, Kóbe |

| 27. srpna 2012 19:00 |     |           |                      |
| Norsko               | 4:1 | Argentina | Miyagi Stadium, Rifu |
|                      |     |           | Miyagi Stadium, Rifu |

| 27. srpna 2012 19:00 |     |               |                               |
| Kanada               | 1:2 | Severní Korea | Urawa Komaba Stadium, Saitama |
|                      |     |               | Urawa Komaba Stadium, Saitama |

### Skupina D
| Tým     | Záp | V | R | P | GV | GO | GR | Body |
| ------- | --- | - | - | - | -- | -- | -- | ---- |
| Německo | 3   | 3 | 0 | 0 | 8  | 0  | +8 | 9    |
| USA     | 3   | 1 | 1 | 1 | 5  | 4  | +1 | 4    |
| Čína    | 3   | 1 | 1 | 1 | 2  | 5  | −3 | 4    |
| Ghana   | 3   | 0 | 0 | 3 | 0  | 6  | −6 | 0    |

| 20. srpna 2012 16:00 |     |     |                              |
| Ghana                | 0:4 | USA | Hiroshima Big Arch, Hirošima |
|                      |     |     | Hiroshima Big Arch, Hirošima |

| 20. srpna 2012 19:00 |     |      |                              |
| Německo              | 4:0 | Čína | Hiroshima Big Arch, Hirošima |
|                      |     |      | Hiroshima Big Arch, Hirošima |

| 23. srpna 2012 16:00 |     |         |                              |
| Ghana                | 0:1 | Německo | Hiroshima Big Arch, Hirošima |
|                      |     |         | Hiroshima Big Arch, Hirošima |

| 23. srpna 2012 19:00 |     |      |                              |
| USA                  | 1:1 | Čína | Hiroshima Big Arch, Hirošima |
|                      |     |      | Hiroshima Big Arch, Hirošima |

| 27. srpna 2012 16:00 |     |         |                      |
| USA                  | 0:3 | Německo | Miyagi Stadium, Rifu |
|                      |     |         | Miyagi Stadium, Rifu |

| 27. srpna 2012 16:00 |     |       |                               |
| Čína                 | 1:0 | Ghana | Urawa Komaba Stadium, Saitama |
|                      |     |       | Urawa Komaba Stadium, Saitama |

## Vyřazovací fáze

### Čtvrtfinále
| 30. srpna 2012 16:00 |        |        |                                                                                |
| Nigérie              | 1:0 pp | Mexiko | Olympijský stadion, Tokio diváci: 24 097 rozhodčí: Abirami Apbaiová (Singapur) |
| Oparanozieová 109'   | Report |        | Olympijský stadion, Tokio diváci: 24 097 rozhodčí: Abirami Apbaiová (Singapur) |

| 30. srpna 2012 19:30            |        |                  |                                                                                |
| Japonsko                        | 3:1    | Jižní Korea      | Olympijský stadion, Tokio diváci: 24 097 rozhodčí: Teodora Albonová (Rumunsko) |
| Šibataová 8', 19' Tanakaová 37' | Report | Jeoun Eun-Ha 15' | Olympijský stadion, Tokio diváci: 24 097 rozhodčí: Teodora Albonová (Rumunsko) |

| 31. srpna 2012 16:00                           |        |        |                                                                                   |
| Německo                                        | 4:0    | Norsko | Urawa Komaba Stadium, Saitama diváci: 6 284 rozhodčí: Teodora Albonová (Rumunsko) |
| Lotzenová 5', 20' Leupolzová 7' Wensingová 85' | Report |        | Urawa Komaba Stadium, Saitama diváci: 6 284 rozhodčí: Teodora Albonová (Rumunsko) |

| 31. srpna 2012 19:30 |        |                                 |                                                                                   |
| Severní Korea        | 1:2 pp | USA                             | Urawa Komaba Stadium, Saitama diváci: 6 284 rozhodčí: Silvia Spinelliová (Itálie) |
| Kim Su-Gyong 75'     | Report | DiBernardová 52' Ubogaguová 98' | Urawa Komaba Stadium, Saitama diváci: 6 284 rozhodčí: Silvia Spinelliová (Itálie) |

### Semifinále
| 4. září 2012 16:00 |        |                          |                                                                                  |
| Nigérie            | 0:2    | USA                      | Olympijský stadion, Tokio diváci: 28 306 rozhodčí: Esther Staubliová (Švýcarsko) |
|                    | Report | Brianová 22' Ohaiová 70' | Olympijský stadion, Tokio diváci: 28 306 rozhodčí: Esther Staubliová (Švýcarsko) |

| 4. září 2012 19:30 |        |                                             |                                                                               |
| Japonsko           | 0:3    | Německo                                     | Olympijský stadion, Tokio diváci: 28 306 rozhodčí: Lucila Venegasová (Mexiko) |
|                    | Report | Leupolzová 1' Marozsánová 13' Lotzenová 19' | Olympijský stadion, Tokio diváci: 28 306 rozhodčí: Lucila Venegasová (Mexiko) |

### O 3. místo
| 8. září 2012 15:30 |        |                               |                                                                           |
| Nigérie            | 1:2    | Japonsko                      | Olympijský stadion, Tokio diváci: 31 114 rozhodčí: Margaret Domková (USA) |
| Oparanozieová 73'  | Report | Tanakaová 24' Nishikawová 50' | Olympijský stadion, Tokio diváci: 31 114 rozhodčí: Margaret Domková (USA) |

### Finále
| 8. září 2012 19:20 |        |         |                                                                                  |
| USA                | 1:0    | Německo | Olympijský stadion, Tokio diváci: 31 114 rozhodčí: Pernilla Larssonová (Švédsko) |
| Ohaiová 44'        | Report |         | Olympijský stadion, Tokio diváci: 31 114 rozhodčí: Pernilla Larssonová (Švédsko) |